# 杉山佳壽子
杉山佳壽子（日语：／ Sugiyama Kazuko，1947年4月9日—），日本女性配音員、旁白、舞台演員、大阪藝術大學教授（廣播系聲優課程）。出身於愛知縣名古屋市。青二Production所屬。創作歌手、演員、配音員澀川奇瓦瓦是她的兒子。身高153cm。AB型血。

## 來歷

### 成長時期
杉山佳壽子自小時候沉默寡言，被周遭的人認為她有自閉症，放學之後經常獨自一個人靠在樹下看著其他孩子玩耍。上美術課時，她只畫了深黑色和白色的圖畫，老師擔心她的狀況，於是傳喚並告訴她的父親要與她多多進行溝通和交流。到了小學2年級時，她決定在家鄉參加口語班，儘管不會說話，卻很樂於練習發音和繞口令的訓練。

### 職業生涯
而那裡口語教室的講師是NHK名古屋放送兒童劇團的顧問，她在小學4年級時被要求參加應試，結果竟然通過了。開始在NHK名古屋電台和電視台活動，並在節目《中學生時代》中演出。本身不擅長說話，但因為台詞都寫在劇本裡所以沒有問題。平常不能說的事可以自由地說了，她很開心終於感受到自由了，也越來越專注於演戲。中學2年級時，杉山佳壽子在中部日本放送製作的《助跑距離31M80》擔任主角旁白，該片榮獲日本藝術節紀錄片部門鼓勵獎。就在此時，導演建議她如果想成為演員就去東京或大阪。高中就讀市邨學園名古屋女子商業高校（現名古屋經濟大學市邨高等學校）。並當過學生會的委員。那時，她才認真考慮要成為一名演員，所以在1966年高中畢業後前往東京，成為劇團Theatre Echo的研究生。入團3年後因為只靠演戲無法維持生計，所以開始了打工。1967年，杉山以《冒險伽波天島》以番茄一角開始進行配音工作。

### 作為配音員
1967年起，她擔任TAKARA商品「莉卡娃娃」的電話語音服務，並持續25年以上。
1969年《酸梅星王子》中的登卡、1970年《魔法人魚真子》中的真子皆獲得主演。兩個對比鮮明的主角使用了不同的聲音，一個是2頭身的小孩，另一個是美少女，從此定位了之後的路線。相反地，兩個極端之間的差距已經擴大，演出了如小天、可羅、甘莫、珍珍和奧蘿拉公主等滑稽的角色和美麗、聲音優美的角色。
1972年，為《科學小飛俠》的戰鬥女主角珍珍獻聲，並在這個時候與一位平面設計師結婚，但後來離婚。
1974年，在《阿爾卑斯的少女海蒂》聲演主角海蒂，風靡全球，成為自身的代表作。
1975年，離開了所屬9年的Theatre Echo，加入現在所屬的青二Production。
1981年，發行第一張個人專輯。1983年，長男（澀川奇瓦瓦）誕生。
有多次的代替演出或繼承的經驗，1989年塚瀨紀子癌逝之後，《光頭騙子禿丸》中的禿丸一角由杉山繼承。另一次是在1990年，從小山茉美手中繼承《奇天烈大百科》的可羅一角演了6年。
1993年在《超級炸彈人》的廣告中為炸彈人配音之後，成為自身的遊戲代表角色，持續至1999年以降才由其他配音員繼承炸彈人的聲音。
此外，她還擔任了廣告和遊戲啟動時出現的公司商標的旁白（「by HUDSON」的聲音），一直使用到約2001年。

### 至今
約1998年，「杉山佳壽子私人教室」開辦，至2008年第10年以研究會的形式改為「杉山佳壽子研究會」。
2010年，獲頒第4屆聲優Award功勞獎。
2011年起就任大阪藝術大學廣播系聲優課程主任教授。並在數位藝術學校東京和仙台分校擔任講師以指導後進新人。
2019年，獲頒第15屆東京動畫獎功勞獎。

## 人物、逸事
聲種：海藍色、浪漫的次女高音。音域：地聲G～C、男孩子A～D、女孩子A～E。擅長方言：名古屋方言。杉山的演技基於李·斯特拉斯伯格的放鬆方法、開發五種感官、專注、堅持、信念和随波逐流的能力參加過善·平野的演技班。
興趣：黑色招財貓蒐集、繪畫、電影鑑賞、觀察雲朵和星空、閱讀（從繪本到村上春樹作品）。特長：模仿狗（小型犬、大型犬）的叫聲。
曾經把一隻小貓送給了共同出演《數碼寶貝04無限地帶》的後輩竹內順子。被命名叫做「殿下」。

### 海蒂
《阿爾卑斯的少女海蒂》主角海蒂在播出的時候有相當高的人氣，2000年代以後也被用於廣告等，因此經常被介紹為杉山演出的代表角色。這是她對自己感情最深的角色，而且說海蒂是唯一一個在談到特定場景時便能立即記住的角色。
導演高勳表示，杉山之所以被選為海蒂聲音的原因是高畑勳對兩年前執導的《熊貓家族》系列中杉山飾演咪咪子一角有著強烈的印象。而音響監督浦上靖夫告訴杉山她說「聽起來就像是一個住在隔壁很熟悉的女孩挺好的」。
海蒂這角色是通過試鏡決定的，為海蒂獻聲的杉山本來是抱著一次定輸贏、身體做好萬全準備的狀態，卻在試鏡當天因為感冒，發燒近攝氏38度。即便如此，她也沒有放棄，就這樣在狀態不佳的情況下接受了挑戰。然而，杉山她之所以獲得入選，是其聲音受到喜愛，不像傳統女主角的語氣。
即便是拿到了海蒂的角色，她也成天透過觀察和聆聽一個和海蒂同年齡少女的聲音來製作角色。對本人來說，海蒂是「繼續做動畫的起點」，由於沒有贈送她錄影帶和周邊商品，因此只能自掏腰包購買。
後來，杉山說海蒂的形象太過於強烈，有一段時間沒能接到其他的工作。
海蒂只播出了一年，但她繼續在廣告和其他節目中扮演這個角色很長一段時間。《家庭教師TRY》廣告不是現有音訊的拼湊，而是全新錄製的。當不知道的人對她說「這是一個年輕人配音的，聲音和行為都和你一樣」時，她回答說每次都是新錄音，他們都感到非常驚訝。

### 《福星小子》小天
在《福星小子》中，最初參加試鏡的角色是本作品女主角拉姆。不過本人似乎想演拉姆的表弟小天，因此她自願參加試鏡，就贏得了期待已久的小天這角色。因為同一部作品參加試鏡的人很多，所以是在每個人都做完後才看表演，但是音響監督斯波重治只是說了一句，心想「啊，這是（杉山的暱稱）決定的」。

### 接替可羅的聲音
杉山在《奇天烈大百科》決定播出的時候已經參加了試鏡，以為會選上可羅的角色但落選。然而節目開始播出2年之後，1990年，小山茉美因為要去美國不得不休業，在重新試鏡之後，杉山接替了可羅的角色。當初盡量不讓觀眾感到不適應，她每天用隨身聽試聽小山演可羅錄製下來的聲音，還錄製了模仿小山演可羅的聲音比較自己的聲音。經過了4個月對角色有一定程度的了解，並得到工作人員的認可後，開始深入角色尋找屬於自己的可羅。

## 演出
粗體字表示主要角色。

### 電視動畫
1967年
- 冒險伽波天島（日语：冒険ガボテン島）（蕃茄）

1968年
- 小茜（日语：あかねちゃん）（櫻花[48]）
- 怪物小王子 (1968年版)
- 鬼太郎 (第1作)
- 佐助（鬼姬）
- 魔法使莎莉 (1966年版)

1969年
- 酸梅星王子（登卡[49]）
- 海底小遊俠（山茶花公主）
- 忍風KAMUI外傳（日语：カムイ外伝#テレビアニメ）（小梅）
- 飄飄丸（日语：ピュンピュン丸）（肚臍丸）
- 甜蜜小天使 (1969年版)（1969年—1970年，銀行員、靖子、優子、惠、明美、百合子、真由美）
- 夠了！阿太郎 (1969年版)（日语：もーれつア太郎）
- 噴嚏大魔王（すすむ君、 等）

1970年
- 鄉巴佬大將（日语：いなかっぺ大将）（1970年—1972年，森花子／小花[50]）
- 昆蟲物語 孤兒哈奇（蝴蝶貝蒂）
- 虎面人（1970年—1971年，恰比[51]、米庫洛[51]、高岡洋子[51]）
- 嬌西少女隊（恰可）
- 魔法人魚真子（真子）
- 爆發五郎（日语：ばくはつ大将）（三枝麻由美）

1971年
- 鬼太郎 (第2作)
- 神化嬌嬌女（奈奈梅〈第2代〉）

1972年
- 海王子（蜜蜜、水母探子）
- 科學小飛俠（1972年—1979年，珍珍[52][53][54]）3系列
- 橡樹摩克（日语：樫の木モック）（吉諾）
- 原始少年隆（日语：原始少年リュウ）
- 猿飛小悅子
- 鍾愛正義的俠士 月光假面[55]

1973年
- 赤胴鈴之助
- 小青蛙（日语：けろっこデメタン）（小烏龜）
- 根性青蛙（1973年—1974年，女孩子[56] 等）
- 無敵鐵金剛魔神Z（莉莎[57]）
- 小酋長小黑（佐良利獅子男[58]）
- 荒野的少年神槍手（日语：荒野の少年イサム）

1974年
- 阿爾卑斯的少女海蒂（海蒂）
- 網球甜心
- 頑皮鼠歷險記（日语：ガンバの冒険）（耶納）
- 山林小獵人 (1974年版)（1974年—1976年）

1975年
- 天方夜譚（人魚公主[59]）
- 宇宙騎士鐵甲人
- 金剛大魔神（卡蓮）
- 草原少女蘿拉（蘿拉·伊麗莎白·英格爾斯[60]）
- 時間飛船（梅爾）
- 魔女小惠（百合）
- 蜜蜂瑪雅歷險記（日语：みつばちマーヤの冒険）（蒼蠅、小蝸牛）
- 月光女俠（瑪莉安、瑪莉亞、夏洛特）

1976年
- 大空魔龍凱金（麗莎／間諜001號）
- 超力電磁俠 孔巴特拉V（瑪莉亞[61]、五條靜香[61]、紐約市民[61]）
- 皮科里諾的冒險（日语：ピコリーノの冒険）（吉娜[62]）
- 布洛卡軍團IV 無敵飛天俠（見野徹）
- 陰陽電磁俠（1976年—1977年，花月舞[63]）
- UFO機器人 古連泰沙（基里卡）
- 機器人之子比頓（日语：ろぼっ子ビートン）（小正／正男）

1977年
- 浣熊拉斯卡爾（惠倫老師）
- 棒球少年貫太（日语：一発貫太くん）（小孩）
- 保羅歷險記（席拉）
- 小雙俠 (1977年版)（烏爾科）
- 惑星機器人 丹加德A（詩詩[64]）

1978年
- 冒險五傑（1978年—1979年，奧蘿拉公主[65]）
- 銀河鐵道999（弗萊梅、艾爾莎、納佐克、密莫則）
- 女王陛下的小天使小偵探（日语：女王陛下のプティアンジェ）（艾巴）
- 窈窕淑女（藤枝蘭丸[66]）
- 星星王子 小王子（日语：星の王子さま プチ・プランス）（洛塔）
- 魔女子Tickle（花村老師）

1979年
- 野球狂之詩（日语：野球狂の詩）（島岡藤子）
- 動畫紀行 馬可波羅的冒険（日语：アニメーション紀行 マルコ・ポーロの冒険）（額爾德尼）
- 人造人009 (1979年版)（1979年—1980年，003／法蘭索娃·阿爾達努[67]）
- 太空飛鼠展神威（日语：トンデモネズミ大活躍）（溫蒂[68]）
- 哆啦A夢 (大山羨代版)
- 未來機器人 達爾達尼亞斯（楯劍人〈幼年時期〉）

1980年
- 宇宙戰艦大和號III（1980年—1981年，藤堂晶子）
- 加油元氣（日语：がんばれ元気）（蘆川悠子[69]）
- 時空巡警隊救助超人（日语：タイムパトロール隊オタスケマン）（通子）
- 天才小釣手（女孩）
- 漫畫諺語事典（日语：まんがことわざ事典）（鴴）
- 燃燒的亞瑟 白馬的王子（薩法耶、吉尼）
- 若草物語（日语：若草物語 (日生ファミリースペシャル)）（喬）

1981年
- 愛的教育克歐雷物語（日语：愛の学校クオレ物語）（沃契尼）
- 福星小子 (1981年版)（1981年—1986年，小天[70]、春眠、黃蜂）
- 怪物小王子 (1980年版)（莫納森）
- 新竹取物語 千年女王（未來、拉麵屋大嬸、奇科）
- 新·根性青蛙
- 怪博士與機器娃娃 (1981年版)（1981年—1992年，木綠茜[71]、皿田蘑菇、乙姬、笑笑大王的太太 等）1系列 + 特別篇3作品[系列 1]
- 我們是漫畫家 常盤莊物語（日语：ぼくらマンガ家 トキワ荘物語）（英子）
- 機甲孖寶（日语：めちゃっこドタコン）（孖寶）

1982年
- 大口妹（日语：あさりちゃん）（教師）
- 仙女座物語（日语：アンドロメダ・ストーリーズ）（貝絲）
- 阿波羅之女（亞特蘭大）
- SPACE COBRA（露西亞·羅多克中尉）
- 帕塔利洛（日语：パタリロ!）（帕塔利洛7世〈祖先〉）
- 魔境傳說阿克洛班奇（蘭堂玲加）

1983年
- 無敵三四郎（瑪雅）
- 漫畫日本史（日语：まんが日本史 (日本テレビ)）（1983年—1984年，姐姐／裕子、旁白、池禪尼）

1984年
- 怪貓豬油糕（日语：オヨネコぶーにゃん）（媽媽[72]）
- Gu-Gu甘莫（日语：Gu-Guガンモ）（甘莫[73]）

1985年
- 鬼太郎 (第3作)（1985年—1987年，呼子、產女、虎治、金太）

1986年
- 楓葉鎮物語（珍·派克）

1987年
- 動畫三劍客（日语：アニメ三銃士）（皮耶魯）
- 新楓葉鎮物語 棕櫚鎮篇（珍·派克）
- 七龍珠（木綠茜、皿田蘑菇、紫羅蘭上校）
- 高校！奇面組（日语：ハイスクール!奇面組）（春曲鈍的母親）

1988年
- 鬥將!! 拉麵男（瑪波）
- 甜蜜小天使 (1988年版)（浪速元子／元子[74]）
- IQ零蛋多毛狗（日语：どんどんドメルとロン）（比阿特麗克斯）

1989年
- 惡魔君（透明魔人）
- 光頭騙子禿丸（日语：つるピカハゲ丸）（禿田禿丸〈第2代〉）
- 城市獵人2（紗羅）
- 聖魔大戰（歐尼瓦特里）

1990年
- 奇天烈大百科[75]（1990年—1996年，可羅〈第2代〉、少女、客人）
- 昆蟲物語 孤兒哈奇 (重製版)（咪咪）
- 麵包超人（1990年—1994年，影子小子、拌飯香鬆人、〈初代〉、小丑弟弟、變色龍小子、中指公主、〈初代〉）
- 神通小精靈（伊知川累[76]）
- 魔法使莎莉 (1989年版)（1990年—1991年，雪莉老師〈第2代〉）
- 夠了！阿太郎 (1990年版)（日语：もーれつア太郎）（廣志）
- 亂馬½ 熱鬥篇（女團長）

1991年
- 校園七大不可思議神秘事件（日语：ハイスクールミステリー学園七不思議）（金子千榮）

1994年
- 小紅帽恰恰（ピッケルくん）

1996年
- 蒙面俠蘇洛傳

1999年
- 週刊故事樂園（日语：週刊ストーリーランド）（火之小僧）
- 天使不設防！（人偶）

2000年
- 金田一少年之事件簿（安妮塔· 羅賓森）
- 爆裂戰士戰藍寶（女王巴吉）

2001年
- 第一神拳（千堂武士的祖母）

2002年
- 數碼寶貝04無限地帶（百曉獸）
- 東京地底奇兵（音）
- 尋找滿月（神山文月）

2003年
- 空中大師（日语：エアマスター）（久坂靜菜）
- 釣魚迷日記（小玉）
- 高橋留美子劇場（古田和子）
- 高橋留美子劇場 人魚之森（夏目）

2004年
- 怪傑佐羅利（雷電小鬼）
- 鋼之鍊金術師（但丁）
- B傳說！戰鬥彈珠人（彈珠魔人、阿巴巴）

2005年
- 極樂天師（2005年—2006年，河原淨德）2系列
- 我愛美樂蒂（2005年—2006年，奶奶）
- 御行者 AMDRIVER（日语：Get Ride! アムドライバー）（寶拉·加布里耶）
- 交響詩篇艾蕾卡7（蒂普特里）
- 不可思議星球的☆雙胞胎公主（2005年—2006年，卡梅羅多）
- B傳說！戰鬥彈珠人 炎魂（彈珠魔人）
- 神奇寶貝超世代（菊子）
- 認真地不認真的怪傑佐羅利（雷電小鬼）

2006年
- 我愛美樂蒂 ～轉轉旋律魔法牌～（美樂蒂的奶奶）
- 不可思議星球的☆雙胞胎公主 Gyu！（2006年—2007年，卡梅羅多）
- 夢使者（如月賴子）

2007年
- Yes！光之美少女5（狄絲帕萊亞）
- 最棒！塔麻可吉！（真紀子、土岐吉）
- 神奇寶貝鑽石&珍珠（老婆婆）
- 婆婆偵探團（日语：やっとかめ探偵団）（波川松尾）

2008年
- ARIA The ORIGINATION（阿瑪蘭塔）

2009年
- 料理偶像（大嬸）

2011年
- 哆啦A夢 (水田山葵版)（職業機器人）

2015年
- 暗闇三太（暗闇三太[77]）

2017年
- 鬼平（長谷川波津）
- 王室教師海涅（瑪莉亞·馮·古蘭茲來赫）

2018年
- 閃電十一人 戰神的天秤（松坂清代）

2020年
- 戀與製作人 ～EVOL×LOVE～（奶奶）

2022年
- 舞動不止（妻村）
- 名偵探柯南（鴨川春）

2023年
- 白聖女與黑牧師（卡琳）

2025年
- 光逝去的夏天（松浦婆婆）

### 電影動畫
1968年
- 劇場版 安徒生物語（日语：アンデルセン物語#劇場映画「アンデルセン物語」（1968年））（艾莉莎[78]）

1972年
- 熊貓家族（咪咪子[79]）

1973年
- 熊貓家族 下雨天的馬戲團之卷（咪咪子[80]）

1978年
- 世界名作童話 拇指公主（日语：世界名作童話 おやゆび姫）（拇指公主[81]）

1979年
- 劇場版 阿爾卑斯的少女海蒂（海蒂）
- 劇場版 海王子（蜜蜜、水母探子）

1980年
- 人造人009：超銀河傳說（003[82]／法蘭索娃·阿爾達努）
- 小誠（日语：まことちゃん#アニメ映画）（澤田誠[83]）

1981年
- 怪博士與機器娃娃：哈囉！不可思議島（日语：Dr.スランプ アラレちゃん ハロー!不思議島）（木綠茜[84]）
- 哆啦A夢：大雄的宇宙開拓史（江姆）
- 21衛門：前往宇宙一路順風！（蒙加）
- 神奇獨角馬（日语：ユニコ#映画第一作『ユニコ』）（巧歐）

1982年
- 劇場版 千年女王（未來）
- 怪博士與機器娃娃：“吼唷唷！”宇宙大冒險（日语：Dr.SLUMP ほよよ! 宇宙大冒険）（木綠茜、皿田蘑菇[85]）
- 哆啦A夢：大雄的大魔境（基波）

1983年
- 福星小子：愛星球之戀（日语：うる星やつら オンリー・ユー）（小天[86]）
- 怪博士與機器娃娃：吼唷唷！世界一周大賽車（日语：Dr.スランプ アラレちゃん ほよよ!世界一周大レース）（木綠茜[87]）
- 帕塔里洛：星塵計劃（日语：パタリロ!#劇場アニメ）[88]

1984年
- 福星小子2：綺麗夢中人（小天[89]）
- 怪博士與機器娃娃：吼唷唷！納納巴城的寶藏（日语：Dr.スランプ アラレちゃん ほよよ!ナナバ城の秘宝）（木綠茜[90]）

1985年
- 福星小子3：情侶樂天派（日语：うる星やつら3 リメンバー・マイ・ラブ）（小天）
- 劇場版 Gu-Gu甘莫（日语：Gu-Guガンモ）（甘莫）
- 怪博士與機器娃娃：吼唷唷！夢的大都會（日语：Dr.スランプ アラレちゃん ほよよ!夢の都メカポリス）（木綠茜[91]）

1986年
- 福星小子4：鬼姬傳說（日语：うる星やつら4 ラム・ザ・フォーエバー）（小天）
- 喀喀喀的鬼太郎：最強妖怪軍團！登陸日本!!（呼子[92]）

1987年
- 劇場版 新楓葉鎮物語 棕櫚鎮篇 ～你好！新的小鎮～（日语：新メイプルタウン物語 パームタウン編 (1987年の映画)）（珍·派克）

1988年
- 福星小子 完結篇（日语：うる星やつら 完結篇）（小天）
- 劇場版 鬥將!! 拉麵男（瑪波）

1989年
- 伊勢灣颱風物語（日语：伊勢湾台風物語）（西澤渚）
- 劇場版 甜蜜小天使（浪速元子／元子）
- 甜蜜小天使：大海！妖怪！夏日祭典（浪速元子／元子）

1990年
- 惡魔君：歡迎來到惡魔樂園!!（首人偶[93]／西洋人偶[93]）
- （懷特）

1991年
- 福星小子：聖水奇緣（日语：うる星やつら いつだってマイ・ダーリン）（小天）
- 麵包超人：紅精靈的心跳月曆（日语：それいけ!アンパンマン とべ! とべ! ちびごん#それいけ!アンパンマン ドキンちゃんのドキドキカレンダー）（拌飯香鬆人[94]）
- 劇場版 神通小精靈（日语：まじかる☆タルるートくん (1991年の映画)）（伊知川累）
- 神通小精靈：燃燒吧！友情的魔法大戰（日语：まじかる☆タルるートくん 燃えろ!友情の魔法大戦）（伊知川累）

1992年
- 神通小精靈：喜歡，喜歡，我喜歡章魚燒！（日语：まじかる☆タルるートくん すき・すき タコ焼きっ!）（伊知川累）

1993年
- 三國志 第二部：燃燒的長江！（秀蘭）

1994年
- 三國志 完結篇：遼闊的大地（小喬）

2000年
- 哆啦A夢：大雄的太陽王傳說（波波露）

2001年
- 劇場版 神奇寶貝：雪拉比 穿梭時空的相遇（時拉比）

2002年
- 數碼寶貝04無限地帶：古代數碼寶貝復活！（百曉獸）
- 哆啦A夢：大雄與機器人王國（時光機導航[95]）

2004年
- 魔法少年賈修：第101個魔物（羽毛筆）

2006年
- 名偵探柯南：偵探們的鎮魂歌（占卜師）

2007年
- 劇場版 寵物反斗星：DOKI DOKI！星球大暴走!?（日语：えいがでとーじょー! たまごっち ドキドキ! うちゅーのまいごっち!?）（真紀子）

2008年
- 寵物反斗星：宇宙第一的快樂物語!?（日语：映画! たまごっち うちゅーいちハッピーな物語!?）（真紀子）

2013年
- 劇場版 DokiDoki！光之美少女：小愛结婚了!!?連結未來的希望禮服（貝貝魯／坂東五十鈴）

2019年
- 劇場版 王室教師海涅（瑪莉亞·馮·古蘭茲來赫）

### OVA
1980年代
- 福星小子 了子的九月茶會（1985年，小天）
- 羅羅大冒險（日语：小さなペンギンロロの冒険）（1987年，羅羅）
- 福星小子 夢想製造者因幡登場！拉姆的未來會是!?（日语：うる星やつら 夢の仕掛人 因幡くん登場! ラムの未来はどうなるっちゃ!?）（1987年，小天）
- 福星小子 生氣吧！冰砂（1988年，小天）
- 網球甜心2（1988年，宗方仁的祖母）
- 福星小子 對月亮吼叫（1989年，小天）
- 福星小子 與山羊笑一個（1989年，小天）
- 福星小子 捉住那顆心（1989年，小天）

1990年代
- （1990年，小紅帽）
- 高校太保（日语：ビー・バップ・ハイスクール）（1990年，繪美子）
- 福星小子 少女麻疹的恐怖（1991年，小天）
- 福星小子 與靈魂約會（1991年，小天）
- 時間飛船王道復古（日语：タイムボカン王道復古）（1993年，珍珍[96]）
- 炸彈人：謝謝你的勇氣，我能聽到聲音（1996年，白炸彈人（日语：ボンバーマン (ゲームキャラクター)））

2000年代
- 我們是皮丘兄弟·派對大騷亂！之卷（日语：ポケットモンスター (OVA)#ぼくたちピチューブラザーズ・パーティはおおさわぎ!のまき）（2003年，旁白）
- Re:甜心戰士（2004年，泉谷京子[97]）
- （2006年）

2010年代
- 福星小子 障礙物游泳大會（日语：うる星やつら ザ・障害物水泳大会）（2010年，小天）
- 夏目友人帳 特別篇2 一夜盃（2016年，初奈）[注 3]
- 宇宙戰艦大和號2202 愛的戰士們（2018年，藤堂千晶）

### 網路動畫
- 閃電十一人 Outer Code（2017年，坂坂清代）

### 遊戲
1990年
- 福星小子 STAY WITH YOU（日语：うる星やつら STAY WITH YOU）（小天）

1993年
- 人造人009（003／法蘭索娃·阿爾達努）

1994年
- 福星小子 DEAR MY FRIENDS（日语：うる星やつら 〜ディア マイ フレンズ〜）（小天）
- 炸彈人 瘋狂轟炸（日语：ボンバーマン ぱにっくボンバー）（炸彈人（日语：ボンバーマン (ゲームキャラクター)））

1995年
- 超級炸彈人 瘋狂轟炸W（日语：スーパーボンバーマン ぱにっくボンバーW）（炸彈人）
- 超級炸彈人3（日语：スーパーボンバーマン3）（炸彈人）
- （HUDSON商標）

1996年
- 超級炸彈人4（日语：スーパーボンバーマン4）（炸彈人）
- Saturn炸彈人（日语：サターンボンバーマン）（炸彈人）
- 炸彈人 味噌盆輪盤（炸彈人）

1997年
- 超級炸彈人5（日语：スーパーボンバーマン5）（炸彈人）
- SOURCENEXT（日语：ソースネクスト） 特打（日语：特打）（莫吉莫吉）
- NEO炸彈人（日语：ネオ・ボンバーマン）（炸彈人）
- 火爆炸彈人（炸彈人）
- Saturn炸彈人Fight!!（日语：サターンボンバーマンファイト!!）（白寶、黑寶）

1998年
- 炸彈人世界（日语：ボンバーマンワールド (プレイステーション)）（炸彈人）[注 4]
- 炸彈人大戰（日语：ボンバーマンウォーズ）（炸彈牧師、炸彈主教、炸彈刻耳柏洛斯、炸彈王子）
- 炸彈人 夢幻競速（日语：ボンバーマン ファンタジーレース）（白寶、黑寶）
- 炸彈人HERO 拯救米蓮女王！（日语：ボンバーマンヒーロー ミリアン王女を救え!）（炸彈人）
- 炸彈人（日语：ボンバーマンワールド (プレイステーション)）（炸彈人）[注 4]

1999年
- 超級機器人大戰完全版（奈達）

2000年
- 龍之子FIGHT（日语：タツノコファイト）（珍珍）
- 炸彈人樂園（日语：ボンバーマンランド）（HUDSON商標）

2001年
- 炸彈人賽車（日语：ボンバーマンカート）（HUDSON商標）
- 炸彈人64（日语：ボンバーマン64）（HUDSON商標）

2002年
- 超級機器人大戰IMPACT（日语：スーパーロボット大戦IMPACT）（琪麗佳）

2008年
- 超級機器人大戰A 攜帶版（琪麗佳）
- 龍之子VS. CAPCOM 英雄交鋒世代（日语：タツノコ VS. CAPCOM）（珍珍）

2010年
- 七龍珠DS2 突擊！紅緞帶軍（日语：ドラゴンボールDS）（紫羅蘭上校）

2011年
- 蠟筆小新：宇宙功夫!? 友情的笨蛋空手道!!（日语：クレヨンしんちゃん 宇宙DEアチョー!? 友情のおバカラテ!!）

2015年
- 波波羅古洛伊斯牧場物語（日语：ポポロクロイス牧場物語）（福特莉耶[98]）

2021年
- 怪物彈珠（小天）

2024年
- 碧藍幻想（山姆企鵝（日语：タキシードサム））

### 外語配音

#### 電影
- 地心記（英语：At the Earth's Core (film)）（迪亞〈卡羅琳·門若（英语：Caroline Munro）〉）
- 全速返航（英语：Away All Boats）（納丁·麥克杜格爾〈朱莉·亞當斯〉）
- 飛越北極星（英语：Back in the USSR (film)）（克勞蒂亞〈戴伊·揚（英语：Dey Young）〉）※VHS版。
- 妖魔大鬧唐人街（葛瑞絲·勞〈金·凱特羅〉）
- 玉樓春劫（英语：Bonjour Tristesse (film)）（塞西爾〈珍·茜寶〉）
- 黑街喋血（英语：Coogan's Bluff (film)）（林尼·雷文〈蒂莎·斯特林（英语：Tisha Sterling）〉）※富士電視台版。
- 銀嶺雄風（德语：Der schwarze Blitz）（格雷特·米特邁爾〈瑪麗亞·佩絲齊（英语：Maria Perschy）〉）※TBS版。
- 末世密碼（布魯克·卡爾文〈茱兒·史黛特（英语：Jewel Staite）〉）
- 天倫夢覺（英语：East of Eden (film)）（阿布拉·培根〈朱莉·哈里斯〉）※機內上映版。
- 誰來晚餐（喬安娜·“喬伊”·德雷頓〈凱瑟琳·休斯頓（英语：Katharine Houghton）〉）
- 小狗千裏尋主記（英语：Hambone and Hillie）（希莉·拉德克利夫〈莉蓮·吉許〉）※舊影碟版。
- 猛鬼屋（諾拉·曼寧〈卡羅琳·克雷格（英语：Carolyn Craig）〉）
- 我將來看你（英语：I'll Be Seeing You (1944 film)）（芭芭拉·馬歇爾〈秀蘭·鄧波爾〉）
- 狂卷滾輪情（英语：Kansas City Bomber）（莉塔〈茱蒂·佛斯特〉）
- 小婦人（英语：Little Women (1949 film)）（伊莉莎白·“貝絲”·馬奇〈瑪格麗特·奧布賴恩〉）※東京電視台版。
- 婚姻故事（珊卓拉〈茱莉·哈格（英语：Julie Hagerty）〉）
- 百萬美人魚（英语：Million Dollar Mermaid）（10歲的安妮特·凱勒曼〈唐娜·柯寇蘭（英语：Donna Corcoran）〉）
- 碧海驚魂（艾麗西亞·薩拉查〈路易斯·索萊爾（英语：Louise Sorel）〉）
- 華倫王子（英语：Prince Valiant (1954 film)）（艾琳公主〈黛布拉·佩吉特〉）
- Project Z (1968年電影)（帕姆〈安娜貝爾·利特爾代爾〉）
- 暴走列車（英语：Runaway Train (film)）（露比〈斯塔塞·皮克倫〉）※TBS版。
- 德州龍虎鳳（英语：Texas Across the River）（洛內塔〈蒂娜·奧蒙（英语：Tina Aumont）〉）※TBS版。
- 黑盾武士（英语：The Black Shield of Falworth）（梅格〈芭芭拉·拉什（英语：Barbara Rush）〉）※NET版。
- 雙姝怨 ※NET版。
- 諜網驚魂（英语：The Defector (film)）（英格麗德〈克莉絲汀·德拉羅希（英语：Christine Delaroche）〉）※NET版。
- 大丈夫日記（夫人）
- 全面追捕令
- 石頭族樂園2：賭城萬歲（英语：The Flintstones in Viva Rock Vegas）（普兒·史萊胡波〈瓊·考琳絲〉）
- 驚天妙賊（英语：The Jokers）（莎拉〈英格麗·布林（英语：Ingrid Boulting）〉）
- 布魯克林來的人（英语：The Kid from Brooklyn）（蘇西·沙利文〈薇拉-艾倫（英语：Vera-Ellen）〉[99]）
- 魔王（英语：The Ogre (1996 film)）（內塔太太〈瑪莉安·塞格布雷特（英语：Marianne Sägebrecht）〉）
- 金槍客再闖鬼門關（英语：The Return of Ringo）（哈莉·布朗〈洛雷拉·德·盧卡（英语：Lorella De Luca）〉）※TBS版。
- 沖天大火災（帕蒂·西蒙斯〈蘇珊·布萊克利〉）※富士電視台版。
- 豪門怨靈（英语：The Turning (2020 film)）（格羅斯太太〈芭芭拉·馬騰（英语：Barbara Marten）〉）
- 馬耳他的寶藏（蘇基〈瑪莉·盧·利瓦德〉）
- 我們不是天使（英语：We're No Angels (1955 film)）（伊莎貝爾〈格洛麗亞·塔爾博特（英语：Gloria Talbott）〉）※富士電視台版。

#### 電視影集
- 神仙家庭（英语：Bewitched）（拉爾夫、變成小孩子的賴瑞）
- 飛龍特攻隊（克里斯汀）
- 神探可倫坡（特蕾西·奧康納〈羅莎娜·霍夫曼（英语：Rosanna Huffman）〉、（奧黛麗〈道恩·弗雷姆〉）※NHK版。
- 無敵浩克（英语：The Incredible Hulk (1978 TV series)）（凱茜〈席夢妮・格里菲斯（英语：Simone Griffeth）〉）
- 星球歷險記（英语：Land of the Giants）（貝蒂·漢密爾頓〈希瑟·楊（英语：Heather Young (actress)）〉）
- 邁阿密風雲（第2季：傑姬·麥克塞丹〈費歐娜〉、第3季：維多利亞·伊麗莎白·康斯坦丁〈伊蘭·奧伯倫〉）
- 驚奇少女（莎納）
- 女作家與謀殺案（英语：Murder, She Wrote）
- 法網恢恢
- 破繭飛龍（英语：The Rockford Files）

#### 動畫
- 小英雄擂臺鬥智（英语：A Boy Named Charlie Brown）（瑪西、克拉拉）
- 嬌西少女隊（查可）
- 查理布朗與史努比 (1990年版)（查理·布朗）
- Skyhawks（英语：Skyhawks (TV series)）
- 沃特希普高地（英语：Watership Down (film)）（Fiver〈李察·布萊爾斯（英语：Richard Briers）〉）

### 特攝影集
1972年
- 鏡子超人（1971年，人偶的聲音）

1976年
- 加油!! 小露寶（小百B的聲音）

1997年
- 超人力霸王迪卡（TPC隊員的聲音）

### 布偶劇
- （彭太）
- （孟姆）

### CD
- 怪博士與機器娃娃插入歌
- 開啟吧！朋基基（日语：ひらけ!ポンキッキ）歌曲、
- 小魔女混曲（日语：魔女っ子大作戦）（浦島真子）
- 1992 HUDSON CD·ROM2音樂全集
  - （《PC原人2（日语：PC原人2）》形象歌曲）
- 音樂劇天外魔境夢祭（日语：ミュージカル天外魔境夢まつり）
  - （杉山佳壽子與阿金多斯）

### 電視劇
- 藝術祭參加連續劇（1963年，NHK）[100]
- 中學生日記（NHK名古屋放送兒童劇團時期）
- 虎與龍 第7話（2005年5月27日，TBS）—飾 的聲音[101]

### 舞台
- （1975年，老婆婆）[注 5]
- （1995年，赤丸）
- 劇團岸野組 （2012年）

### 電視節目
- 自然發揮（日语：しぜんとあそぼ）鶴（NHK教育）（旁白）
- 你真的知道嗎?!（日语：知ってるつもり?!）（旁白）
- 新美麗的巨匠們（日语：美の巨人たち）（海蒂的聲音）
- 簡訊御禮！手機大喜利（日语：着信御礼!ケータイ大喜利）（NHK，2007年4月7日播出）
- 小知識之泉（以海蒂及可羅的聲音在2006年3月29日播出集數擔任副聲道旁白）（工作人員表以「影之旁白：???」顯示）
- Let's天才兒童MAX（〈、〉）
- 森田一義時間 笑一笑又何妨！（2008年4月8日，富士電視台）
- 一二、唐（日语：ワンツー・どん）（唐君〈第2代〉）

### 廣告
- 伊藤園 茉莉花茶（以海蒂的聲音演出）
- 森永乳業 森永牛奶可可、朋友免費可可（1976年）
- 家庭教師TRY（日语：家庭教師のトライ）「教教我吧！TRY老師（日语：教えて!トライさん）」（以海蒂的聲音演出）
- 金鳥 Combat
- Zurich汽車保險（以海蒂的聲音演出，2006年2月1日—）
- PL樂園（日语：PLランド）（以海蒂的聲音演出，1974年）[注 6]
- 山形銀行（日语：山形銀行）的介紹[注 7]
- 和白Rehabilitation學院（以海蒂的聲音演出）[注 8]
- Duskin（日语：ダスキン）（的聲音)
- 耀西的餅乾（耀西的聲音）
- 超級炸彈人（日语：スーパーボンバーマン）（旁白）
- 炸彈人'94（日语：ボンバーマン'94）（旁白）
- 超級炸彈人2（日语：スーパーボンバーマン2）（旁白）
- 炸彈人GB（日语：ボンバーマンGB）（旁白）
- 炸彈人 瘋狂轟炸（日语：ボンバーマン ぱにっくボンバー）（旁白）
- 超級炸彈人 瘋狂轟炸W（日语：スーパーボンバーマン ぱにっくボンバーW）（旁白）
- 超級炸彈人3（日语：スーパーボンバーマン3）（旁白）
- 炸彈人GB2（日语：ボンバーマンGB2）（旁白）
- 超級炸彈人4（日语：スーパーボンバーマン4）（旁白）
- Saturn炸彈人（日语：サターンボンバーマン）（旁白）
- 炸彈人彈珠人（日语：ボンバーマンビーダマン）（旁白）
- 超級炸彈人5（日语：スーパーボンバーマン5）（旁白）
- 爆炸彈人（日语：爆ボンバーマン）（旁白）
- Saturn炸彈人Fight!!（日语：サターンボンバーマンファイト!!）（旁白）
- 炸彈人世界（日语：ボンバーマンワールド (プレイステーション)）（旁白）
- 樂敦製藥 曼秀雷敦（小護士的聲音）

### 其它
- 動畫明石市史 明石與時間的孩子（時間童子（日语：時のわらし））
- 汎銀河披薩港（東尼·索拉羅尼的太太）
- 哆啦A夢&奇天烈大百科「可羅的第一次上街買東西」（可羅）
- 哆啦A夢&F角色全明星「月球競速大危機!?」（蒙加[102]）
- 哆啦A夢&F角色全明星 夢想城鎮，F的世界（可羅）[103]
- （的聲音，LP，1984年）
- 財團法人日本盲導犬協會 募金撥盤（終了）（MODE）
- 三麗鷗 山姆企鵝（日语：タキシードサム）（山姆）
- 黛納（可愛巧虎島舞台巡迴表演，2016年）
- （氣象廳吉祥物角色，2004年—）[104][105]
- 莉卡娃娃（日语：リカちゃん） 香山莉卡（初代，1967年—1997年）
- 酸梅星王子與短劇55號 喜劇英語教室（唱片。1969年）—小學館《小學四年級（日语：小学館の学年別学習雑誌）》5月號附錄，演出：短劇55號（日语：コント55号）、杉山佳壽子，作：田渕秀明，指導：芹澤榮（日语：芹沢栄）[106][107]

## 腳註

## 外部連結
- 杉山佳壽子｜青二Production （日語）
- 杉山佳壽子的X（前Twitter） （日語）